# Leptocera dupliciseta
Leptocera dupliciseta är en tvåvingeart som beskrevs av Oswald Duda 1925. Leptocera dupliciseta ingår i släktet Leptocera och familjen hoppflugor.
Artens utbredningsområde är Taiwan. Inga underarter finns listade i Catalogue of Life.